# Cenk Ahmet Alkılıç
Cenk Ahmet Alkılıç (sinh 9 tháng 4 năm 1987 in İzmir) là một cầu thủ bóng đá Thổ Nhĩ Kỳ thi đấu cho câu lạc bộ ở Süper Lig Alanyaspor. Cenk Ahmet Alkılıç ra mắt bóng đá chuyên nghiệp vào mùa giải 2006 là một phần của Beylerbeyi.